# Somme exponentielle

Exemple de la somme exponentielle de 5 racines onzièmes de l'unité

En mathématiques, une somme exponentielle peut être une série de Fourier finie (par exemple un polynôme trigonométrique) ou tout autre somme finie formée en utilisant la fonction exponentielle, généralement exprimée au moyen de la fonction, 
{\displaystyle e(x)=\exp(2\pi {\rm {i}}x).\,}
Par conséquent, une somme exponentielle typique peut prendre la forme
{\displaystyle \sum _{n}e(x_{n}),}
additionnée sur une séquence finie de nombres réels xn.

## Formulation
Si nous admettons des coefficients réels an, on obtient la forme
{\displaystyle \sum _{n}a_{n}e(x_{n})}
il est le même que celui qui admet les exposants qui sont des nombres complexes. Les deux formes sont utiles dans de nombreuses applications. Une grande partie du XXe siècle concernant la théorie analytique des nombres a été consacrée à la recherche de estimations pour ces sommes, une tendance amorcée par le travail de base de Hermann Weyl par l'approximation diophantienne.

## Estimation
L'objectif principal du sujet est qu'une somme
{\displaystyle S=\sum _{n}e(x_{n})}
est trivialement estimée par le nombre de termes N. Autrement dit, la valeur absolue
{\displaystyle |S|\leq N\,}
par l'inégalité triangulaire, puisque chaque somme a une valeur absolue de 1. Cela implique une certaine preuve d'annulation. Ou en d'autres termes, que cette somme de nombres complexes sur le cercle unité ne concerne pas tous les nombres avec le même raisonnement . La meilleure forme d'estimation est
{\displaystyle |S|=O({\sqrt {N}})\,}
qui signifie que la constante implicite dans la notation grand O, la somme ressemble à une marche aléatoire en deux dimensions.
Une telle estimation peut être considéré comme idéal; il est inateignable dans la plupart des grands problèmes, et les estimations
{\displaystyle |S|=o(N)\,}
doivent être utilisés, le cas de la fonction o(N) représente seulement une petite partie de l'estimation triviale. 
Une variante de la différentiation de Weyl mise au point par Weyl impliquant une somme exponentielle de génération
{\displaystyle G(\tau )=\sum _{n}e^{{\rm {i}}a(f(x)+\tau n)}}
a été préalablement étudiée par Weyl lui-même, il a développé une méthode pour exprimer la somme par la valeur G(0), où «G» peut être défini par une équation linéaire différentielle similaire à l'équation de Dyson obtenue par sommation par parties.

## Histoire
Si la somme a la forme
{\displaystyle S(x)=e^{{\rm {i}}af(x)}}
où f est une fonction lisse, la formule d'Euler-Maclaurin permet de convertir la série en une intégrale, ainsi que quelques corrections impliquant des dérivés de S(x). Pour les grandes valeurs de a, la méthode de la phase stationnaire peut être utilisée pour calculer l'intégrale et ainsi donner une évaluation approximative de la somme. Des avancées majeures dans ce domaine ont été possibles grâce à la méthode de Van der Corput (en) (1920), en rapport avec la méthode de la phase stationnaire, et dernièrement la méthode de Vinogradov (1930).
La méthode du crible large (1960), fruit du travail de nombreux chercheurs, est un principe général relativement transparent; mais pas une seule méthode est d'application générale.

## Types de sommes exponentielles
De nombreux types de sommes sont utilisés dans la formulation de problèmes; les applications nécessitent généralement une réduction à un certain type connu, souvent par des manipulations ingénieuses. La sommation par parties peut être utilisée pour supprimer les coefficients de an, dans de nombreux cas.
Il y a une distinction fondamentale entre une somme exponentielle complète, qui est généralement une somme sur toutes les classes de résidus modulo un entier N, et une somme exponentielle incomplète où la gamme de sommation est limitée par une certaine inégalité. Des exemples de sommes exponentielles complètes sont la somme de Gauss et de Kloosterman; celles-ci ont de nombreuses propriétés «structurelles». Un exemple d'une somme incomplète est la somme partielle de la somme quadratique de Gauss (en effet, le cas a été étudié par Gauss). Ici, il y a de bonnes estimations pour des sommes sur des plages plus courtes que l'ensemble des classes résiduelles, parce que, en termes géométriques, les sommes partielles se rapprochent d'une clothoïde.
Les types auxiliaires de sommes sont théoriques, par exemple des sommes de caractères; tirer de la thèse d'Harold Davenport. Les conjectures de Weil ont des applications importantes pour compléter les sommes par des conditions polynôme (c.à.d., le long d'une variété algébrique sur un corps fini).

## Sommes de Weyl
L'un des types les plus généraux de somme exponentielle est la somme Weyl, avec des exposants 2πif(n) où f est une valeur réelle de fonction lisse. Ceux-ci sont les sommes correspondant à la répartition des valeurs
ƒ(n) modulo 1,
selon le critère d'équirépartition de Weyl. Une avance de base était l'inégalité de Weyl pour polynôme f.

## Exemple: La somme quadratique de Gauss
Soit p un nombre impair et soit {\displaystyle \xi =e^{2{\rm {i}}\pi /p}}. La somme quadratique de Gauss sera donc donnée par
{\displaystyle \sum _{n=0}^{p-1}\xi ^{n^{2}}={\begin{cases}{\sqrt {p}},&p=1\mod 4\\i{\sqrt {p}},&p=3\mod 4\end{cases}}}
où les racines carrées sont considérées comme positives.